# Jan Mucska
Jan Mucska (* 23. června 1978, Mladá Boleslav), uměleckým jménem 2046, je český multimediální umělec, aktivista, programátor a spolutvůrce uměleckého portálu Artyčok.TV. Ve svých projektech zkoumá vztahy mezi technologií, člověkem a narůstající vliv technologie na lidstvo. Zabývá se problematikou autorství a organizuje projekty (CELL, OnePicture.org), které mají za úkol podpořit mladé umělce, a opustit zdi galerijních prostorů a institucí. Provozuje internetové rádio Monkey On The Orb a společně s Erikem Sikorou tvoří umělecké duo ne I, dále s Nikolou Brabcovou art-pop experiment NIKOLA 2046. V roce 2015 vytvořil unikátní dřevěný rám kola s názvem "Avokádo".

## Biografie
Mucska se narodil v Mladé Boleslavi. Mezi roky 1991-1994 studoval Škoda a.s. Střední odborné učiliště strojírenské obor modelář. Následně studoval v Praze na Akademii Výtvarných Umění v ateliéru klasických malířských technik prof. Zdenka Berana. Po dvou letech studia malby se přesouvá do ateliéru Nových médií prof. Michaela Bielického, kde zůstává do konce svého studia. V roce 2004 začíná pracovat jako technický asistent v tomtéž ateliéru, kde také vyučoval v oblasti digitálních médií. Vyučoval na Pedagogické fakultě Univerzity Karlovy v Praze, jako externí učitel 3D grafiky, svůj oblíbený Open Source program Blender. Ve stejnou dobu spolupracoval s firmou Alien technik ve vývoji EEG biofeedback 3D her. V roce 2006 studuje na San Francisco Art Institute Archivováno 24. 9. 2011 na Wayback Machine., kde se získává další zkušeností v oblasti digitálních médií a mediálních studií. Setkavá se s Johnem Phillipsem (Creative Commons), M.C. Schmidtem (Matmos) a Faustem z Shirley & Spinoza, kteří mají později zásadní vliv na jeho tvorbu. V roce 2007 dává výpověď a končí práci technického asistenta v ateliéru Nových médií. Od roku 2006 do dnes vyučuje v DigiLabu na Akademii výtvarných umění v oblasti Internetových publikačních platforem a vývoje her.

## Dílo
Začínal tradiční malbou a airbrushem inspirován švýcarským malířem a sochařem H. R. Gigerem. Později opouští malbu jako neaktuální medium pro sdílení svých myšlenek a začíná se věnovat interaktivní zvukové tvorbě. Jeden z jeho významnějších zvukových projektu je Parallels, který, jak vysvětluje, vznikl v důsledku hledání ideálního zvukového nástroje, pomocí kterého by mohl vyjádřit hudbu celým svým tělem, jak mentálně, tak i fyzicky. Vytvořil také skladbu pro animaci Yael Benhorin Insomnia. Zvuk je vytvořen především hudebním nástrojem Thereminem .
Jako podklad pro další zkoumání a bližší pochopení Mucskových děl nám mohou posloužit dvě citace z jeho internetových stránek, v niž se vyjasňuje o dvou nejdůležitějších aspektech jeho tvorby:
"Myslím si, že nejdůležitější "věc" v našem životě je čas. Čas je důležitý proto, že je to objem, který můžeme vyplnit pocity. Na ničem jiném nezáleží, vše ostatní je nahraditelné." 
"Nevěřím, že něco jako tzv. autor nebo vlastník existuje, všechny plody mé práce jsou proto otevřeny a zdarma pro všechny, kteří je chtějí vnímat jakýmkoliv způsobem."
Jako reflexi, na obecně aplikované autorské právo vytvořil Aggressive Copyright, ve kterém stojí: "Jakékoliv dílo pod Aggressive Copyright patří bez výjimky autorovi a jenom autorovi samotnému. Jakýkoli počitek, nebo úvaha o díle nevyhnutelně vede k nedovolenému zaznamenání díla a jeho modifikaci a tedy porušení autorského prava".
Zvukové tvorbě se věnuje se speciálním zaujetím, jelikož tvrdí, že zvuk jako jeden z mála vjemů dokáže vyvolat pocity a to jak na psychické, tak fyzické úrovni. Hledá zvuky, které jsou pro něj zajímavé, zvuky rozbité, rytmické i arytmické. Skladba se, podle něj může skládat pouze z jednoho tónu. S kamarádem a kolegou umělcem Erikem Sýkorou založil umělecký duet s názvem ne I. Jedno z vystoupení této alternativní zvukové skupiny se jmenuje "Gentle man pole dance". Mucska tancuje okolo tyče a Sýkora ho doprovází na "super-citlivých" zvukových nástrojích.

## Vybrané projekty

### Monkey On The Orb
Monkey On The Orb je internetové rádio. Mucska se patrně inspiroval undergroundovým rádiem Fausta Caceresa Shirley & Spinoza, který vznikal již od konce 90. let. Na stránce se nachází dlouhý seznam umělců, jejichž výtvory je možno si na rádiu poslechnout. Seznam jmen tvoří různí nezprofanovaní interpreti a zvukové skupiny, kteří vytvářejí hudbu netradičními způsoby, jako například matematicky generované skladby, noise, hledání zvukového materiálu v běžných předmětech apod. Většina skladeb je v rámci intencí rádia volná ke stažení.

### 404 - carrot
Jedná se o umisťování obrázků se zeleninou na internetové stránky obsahující chybovou hlášku "error 404" (HTTP 404). "Nic neříkající" chybová hláška se běžně zobrazuje na internetových stránkách bez obsahu. Účel tohoto projektu je neagresivním přístupem připomenout důležitost zeleniny obecně. "Vážně, když se podíváte na obrovské množství peněz, které firmy utrácejí na reklamy na různé věci, které ve skutečnosti nikdo nepotřebuje. Začíná to Viagrou, mixérem, silnějšími pracími prášky, pokračuje Coca Colou, hamburgery a dalšími nepotřebnými a nezdravými věcmi. Kdy jste si uvědomili, že jste nikdy neviděli reklamu na zeleninu?" Projekt 404-carrot využívá jinak bezobsažný internetový prostor pro smysluplnou reklamu, reklamu na zeleninu.

### BFight
BFight je počítačová hra založena na brazilském bojovém umění Capoeira, na které pracuje Muscska společně s Martinem Schrimplem a Johnem Phillipsem, ale i s dalšíma lidmi, kteří se mohou aktivně zapojit do tohoto projektu. Hra se vytváří v programu Blender.
Dva hráči se snaží provést účinně trik, jak zaútočit a možná i úspěšně reagovat a bránit se. Pokud se jim to podaří, získávají více bodů. Tím se BFight liší od ostatních bojových her, kde vítězí většinou ten, který svého protihráče porazí. Cílem je vytvořit hru, která nebude podporovat současné herní trendy, kde převládává násilí a zabíjení. Hra nabízí alternativní cestu jak pro vývoj hry, tak pro hru samotnou.

### CELL
Nomádská galerie CELL přinášela současné mladé umění z galerií přímo do ulic. Projekt byl organizován společně s Gabrielou Jurkovičovou v rámci o.s. OUTPUT.

### OnePicture.org
One picture.org nabízí prostor pouze pro jednu prezentaci uměleckého díla v limitovaném čase. Tento projekt demonstruje nesouhlas se současnými kvantitativními trendy a zdůrazňuje význam aktuálně prezentovaného díla.

### emblem.cc
Mucska navrhl kolekci pánských sukní a šatů. Jde o genderové narušení současných stereotypů. Projekt tematicky navazuje na feminismus, tentokráte z mužského pohledu rovnoprávnosti (Maileism).

### Aggressive Copyright
Reflexe, na obecně aplikované autorské právo. Absolutní autorské právo na dílo definující zákaz jakéhokoli styku druhé osoby s dílem s cílem zamezit nedovolenému záznamu a modifikaci díla.

### Avokádo

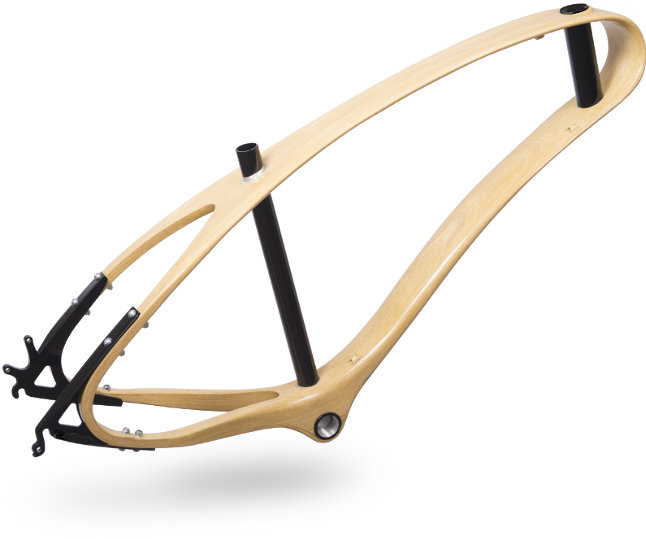
Tělo rámu Avokádo je vyrobeno z dřevěného kompozitu s vysokou únavovou životnosti

Originální konstrukční řešení rámu vychází z transformace kruhu s cílem vytvořit pevný základ pro další funkční části kola. Tělo rámu je vyrobeno z dřevěného kompozitu jako kompaktní celek beze spojů a přerušení.

### Aktivity
- 2011: Parallels, Gallery Školská 28, Prague, Czech Republic
- Truhlárna, Prague, Czech Republic
- 2010: Artyčok.TV ARTFAIR, MeetFactory, 2010, Prague, Czech Republic
- Maybe you’ll be more lucky then I (Michal Pustějovský & 2046), GAVU, Prague, Czech Republic
- 60&90 (ne I), Pardubice, Czech Republic
- (ne I), Krumlov, Czech Republic
- Oranžově koukáš, Prague, Czech Republic
- Letní kulturní slet (Solo gig.), Prague, Czech Republic
- 3řísk0luπ (ne I), Triskolupy, Czech Republic
- Transgression, Videotage, FUSE, Hong Kong, China
- Gime five and make it low, Gallery Trafacka, Prague, Czech Republic
- Hallelujah anyway (ne I), u Kníra, Prague, Czech Republic
- “A game” (Solo exhibition.), 100m3 gallery, Všetaty, Czech Republic
- (ne I) Egon Schiele Art center, Český Krumlov, Czech Republic
- 2009: TMP – Creative destruction, (ne I), Prague, Czech Republic
- Důl Kübeck (ne I), Mezinárodní bienále industriální stopy, Kladno, Czech Republic
- Nanoskop, DOX, Prague, Czech Republic
- 2008: ADD Sound System (Bike breakbeat) Ciant Gallery, Prague, Czech Republic
- shivers in the pavilon (Solo project.), Vinohradský pavilon, Prague, Czech Republic
- 2007: Soldiers all over (Solo exhibition.), Vinohradský pavilon, Prague, Czech Republic
- AVU18, National Gallery in Prague, Veletrzni palace, Prague, Czech Republic
- LAB YOU, NoD Roxy, Prague, Czech Republic
- Electric sheep, Gallery of Academy of Fine Art Prague, Czech Republic
- 2006: OUT-PUT, Prague, Czech Republic
- BFight progress presentation, Melting Point Gallery, San Francisco, CA
- 2046 live concert, SFAI, San Francisco, CA
- 2005: Entermultimediale – Prague, Czech Republic
- ScoutFlex (collective show), NoD Gallery Prague, Czech Republic
- 2004: European Media Art Festival – Osnabrueck, Germany
- Designblok’04 – Prague, Czech Republic
- Thailand New Media Art Festival, Bangkok
- 2001: Kolej v jednom kole, Jičín, Czech Republic
- Reflection, Mnichovo Hradiště church, Czech Republic
- 2000: Actual Painting, Gallery U prstenu, Prague, Czech Republic
- 1999: Body as an art (performance), open space, Mladá Boleslav, Czech Republic